# Canonica di San Lorenzo a Mello
La canonica di San Lorenzo a Mello è una chiesa romanica che si trova nel comune di Gaiole in Chianti.
All'interno essa presenta una navata senza abside e un arco trasversale che divide la zona presbiteriale dalla canonica. A lato dell'arco ci sono due teste zoomorfe, una è un peduccio che rappresenta un torello.
Le mura esterne sono rivestite in filaretti di pietra alberese.